# Saint-André-le-Gaz
Saint-André-le-Gaz település Franciaországban, Savoie megyében. Lakosainak száma 2726 fő (2022. január 1.). Saint-André-le-Gaz Saint-Ondras, Les Abrets-en-Dauphiné, La Bâtie-Montgascon, Le Passage és Saint-Didier-de-la-Tour községekkel határos.

## Népesség
A település népessége az elmúlt években az alábbi módon változott:
| Lakosok száma | 1406 | 1641 | 1903 | 2291 | 2678 | 2783 | 2793 | 2760 | 2761 | 2726 |
|               | 1968 | 1982 | 1990 | 2006 | 2013 | 2015 | 2017 | 2019 | 2020 | 2022 |